# Kimba (Australia)
Kimba è una città dell'Australia Meridionale (Australia); essa si trova 320 chilometri a nord-ovest di Adelaide ed è la sede della Municipalità di Kimba. Al censimento del 2006 contava 636 abitanti.